# Kyon30〜なんてったって30年!〜
『Kyon30 〜なんてったって30年!〜』（キョンサンジュウ なんてったってさんじゅうねん）は、小泉今日子の23枚目のベスト・アルバム。2012年3月21日にビクターエンタテインメントから発売された。

## 概要
レコード・デビュー30周年記念ベスト・アルバム。蒼井優､浦沢直樹､宮藤官九郎､田中裕二（爆笑問題）､永瀬正敏､マツコ･デラックスなど著名人30名が選んだ全30曲を収録。
CD2枚組+160ページの雑誌スタイル・ブックレット・パッケージ仕様。

## 収録曲

### disc 1
1. 私の16才
2. まっ赤な女の子
3. 半分少女
4. 艶姿ナミダ娘
5. 渚のはいから人魚
6. The Stardust Memory
7. 魔女
8. なんてったってアイドル
9. 夜明けのMEW
10. 木枯しに抱かれて
11. 水のルージュ
12. 連れてってファンタァジェン
13. 快盗ルビイ
14. Fade Out
15. CDJ

### disc 2
1. 学園天国
2. この涙の谷間
3. 見逃してくれよ!
4. あたしのロリポップ
5. No No No
6. 丘を越えて
7. あなたに会えてよかった
8. 優しい雨
9. やつらの足音のバラード
10. My Sweet Home
11. 月ひとしずく
12. for my life
13. Innocent Love
14. 小泉今日子はブギウギブギ
15. 虹が消えるまで